# 이집트 제2중간기
이집트 제2중간기는 고대 이집트의 역사에서 중왕국 시대가 끝난 후 신왕국 시대가 열릴 때까지의 혼란기를 지칭하는 표현이다.
이 시기 동안 힉소스인이 침략하는 등의 사건들이 있었다.

## 13왕조
- 웨가프(기원전 1782년 ~ 기원전 1778년)
- 인테프 4세(? ~ 기원전 1760년)
- 아우이브레 호르(기원전 1760년경)
- 소베크호테프 2세(기원전 1750년경)
- 켄제르(기원전 1747년경)
- 소베크호테프 3세(기원전 1745년경)
- 네페르호테프 1세(기원전 1741년 ~ 기원전 1730년)
- 소베크호테프 4세(기원전 1730년 ~ 기원전 1720년)
- 메르네페르레 아이(기원전 1720년경)
- 네페르호테프 2세(? ~ ?)`

## 14왕조
- 네헤시
- 메르제파레

## 15왕조
힉소스 왕조이다.
- 셰시
- 야쿠브헤르
- 키얀
- 아페피 1세
- 아페피 2세

## 16왕조
14왕조와 마찬가지로 알려진 바가 거의 없다.
- 아나트-헤르
- 야코바암

두 명의 파라오의 존재만이 확인되었다.

## 17왕조
- 라호테프
- 소베켐사프 1세
- 인테프 6세
- 인테프 7세
- 인테프 8세
- 소베켐사프 2세
- 타오 1세
- 타오 2세
- 카모세

## 같이 보기
- 이집트 제1중간기
- 이집트 제3중간기